# Einsingen (Gesang)
Einsingen bezeichnet vorbereitende Übungen zum Gesang. Zudem wird in der Chormusik mit Einsingen auch die erste Phase einer Chorprobe bezeichnet.
Einsingen wird von einzelnen Sängern und von Gesangsgruppen (zum Beispiel Chören oder Stimmen eines Chores) praktiziert.
Es ist herrschende Meinung, dass sich vor längerem Singen ein Einsingen empfiehlt. Das Ziel des Einsingens beschreibt Sabine Horstmann so: „Ziel der chorischen Stimmbildung ist es, den Singenden die seelische und körperliche Gelöstheit (im Sinne von nicht verspannt sein) zu vermitteln, die ein natürliches Singen ohne übermäßige Kraftakte ermöglicht. Der Chor darf nicht am Ende der Chorprobe heiser und angestrengt klingen“ (Chorische Stimmbildung S. 3)
Bei Laienchören kann ein Einsingen dazu beitragen, einen Übergang vom Alltag zur Chorprobe zu schaffen. Häufig werden Übungen zur Atmung (siehe auch Atemgymnastik) und zur Körpersensibilisierung durchgeführt.

## Stimmbildung (im Chorgesang)
Zum Einsingen werden häufig Übungen zur Stimmbildung verwendet, die einzelne Aspekte wie Tonumfang, Artikulation und Klangfarbe trainieren und verbessern sollen.
Sie sollen den Chorklang positiv beeinflussen.

## Arten von Aufwärmübungen
Die Aufwärmübungen unterscheiden sich je nach Zweck und Ziel. Üblicherweise findet man Übungen zu folgenden Bereichen:
- Körper-Warmups
- Atemübungen
- Summen
- Zwerchfellaktivierung
- Ambituserweiterung
- Vokalfarbe
- Intonation
- Gesamtklang (mehrstimmige Übungen)

Oft werden zum Einsingen auch einfache Lieder, Kanons und bekannte Melodiefolgen verwendet.

## Trivia
Bruno Mars sagte 2013, er habe zu Beginn seiner Karriere versucht, seinem Lampenfieber vor Konzerten mit ausführlichen Einsingübungen entgegenzuwirken.